# Diodoro Periegeta
Diodoro Periegeta (in greco antico: Διόδωρος ὁ περιηγητής?, Diódōros ho periēgētés; Atene, 350 a.C. circa – ...) è stato uno scrittore greco antico.

## Biografia
Diodoro Periegeta visse alla fine del IV secolo a.C., all'epoca di Alessandro Magno o in seguito, poiché è chiaro da alcuni frammenti delle sue opere che scrisse al tempo quando Atene aveva soltanto dodici tribù, cioè prima del 308 a.C.; e Ateneo di Naucrati afferma che Diodoro conosceva il retore Anassimene di Lampsaco.

Non si conosce con certezza la sua patria, ma si presume che fosse ateniese, dato che scrisse una periegesi dei demi attici.

## Opere
Diodoro fu autore di due opere di argomento topografico e geografico: Sui demi (in greco antico: Περὶ δήμων?, Perì démōn), citato di frequente da Arpocrazione e Stefano di Bisanzio e di cui, conseguentemente, si conservano numerosi frammenti; Sui monumenti (in greco antico: Περὶ μνημάτων?, Perì mnēmátōn).